# Banksia densa
Banksia densa är en tvåhjärtbladig växtart som beskrevs av A.R.Mast & K.R.Thiele. Banksia densa ingår i släktet Banksia och familjen Proteaceae. Utöver nominatformen finns också underarten B. d. parva.